# Opel Monza Concept
Opel Monza Concept – samochód koncepcyjny o nadwoziu coupe niemieckiej marki Opel zaprezentowany podczas targów motoryzacyjnych we Frankfurcie w 2013 roku. Samochód ma być wyznacznikiem nowej linii stylistycznej marki.

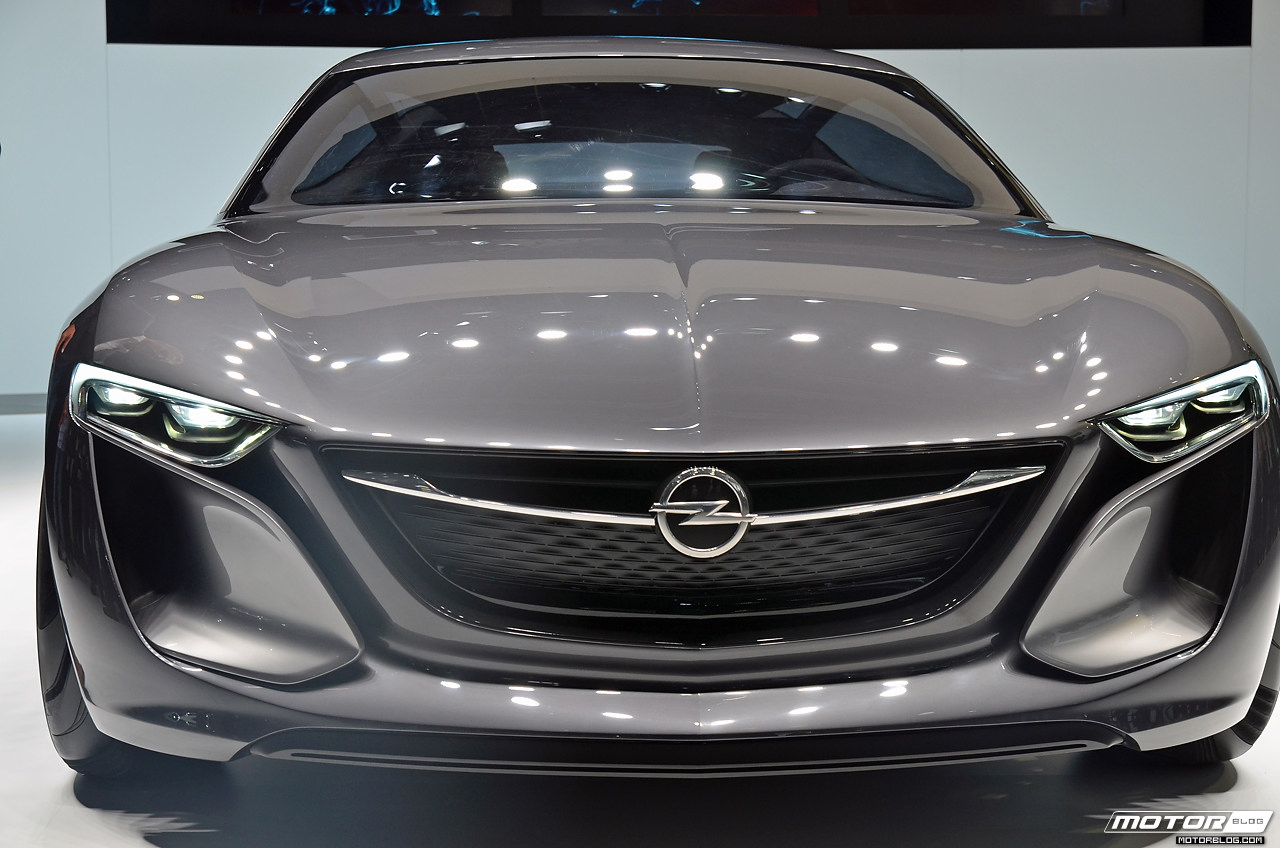
Przód pojazdu

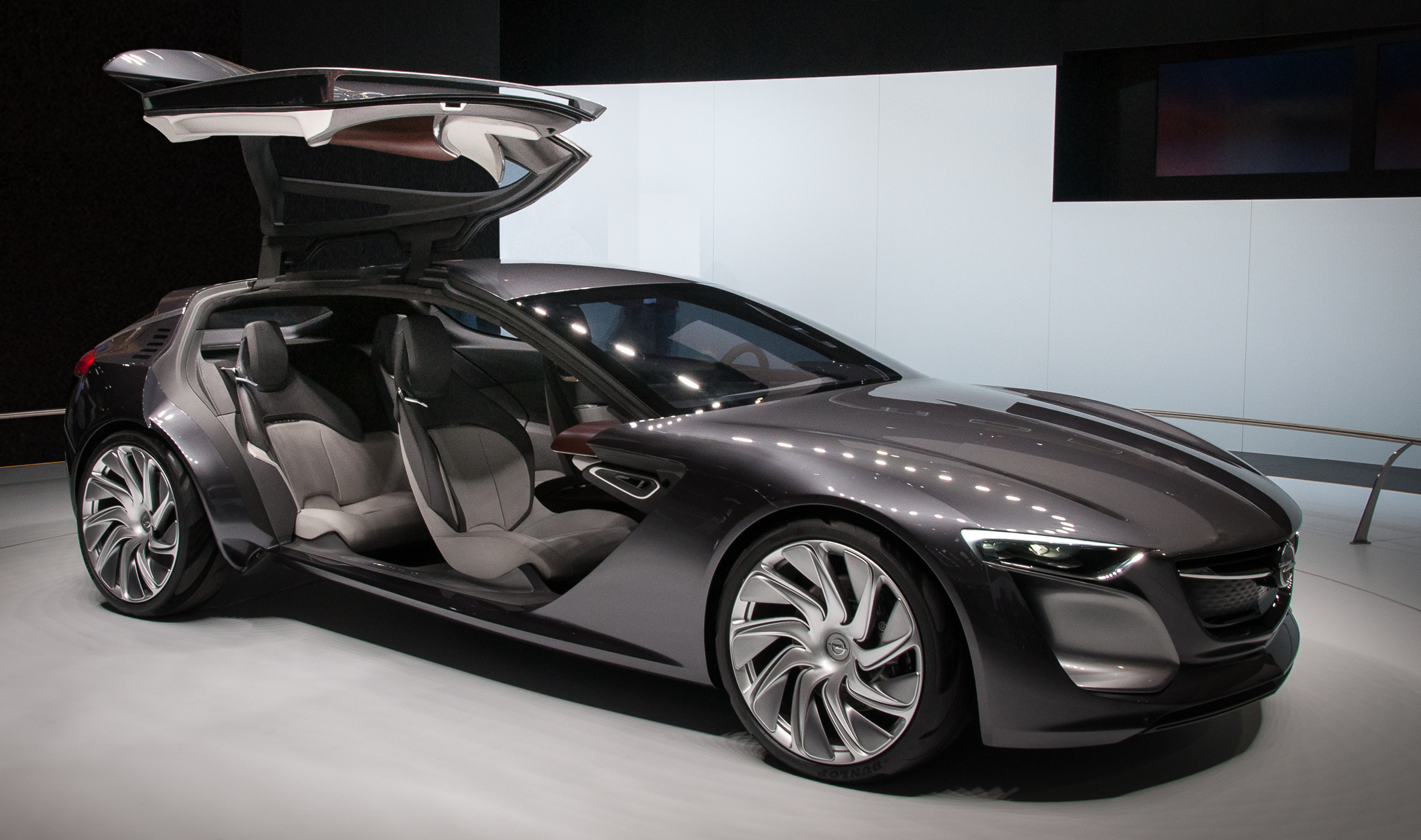
Opel Monza Concept z otwartymi drzwiami

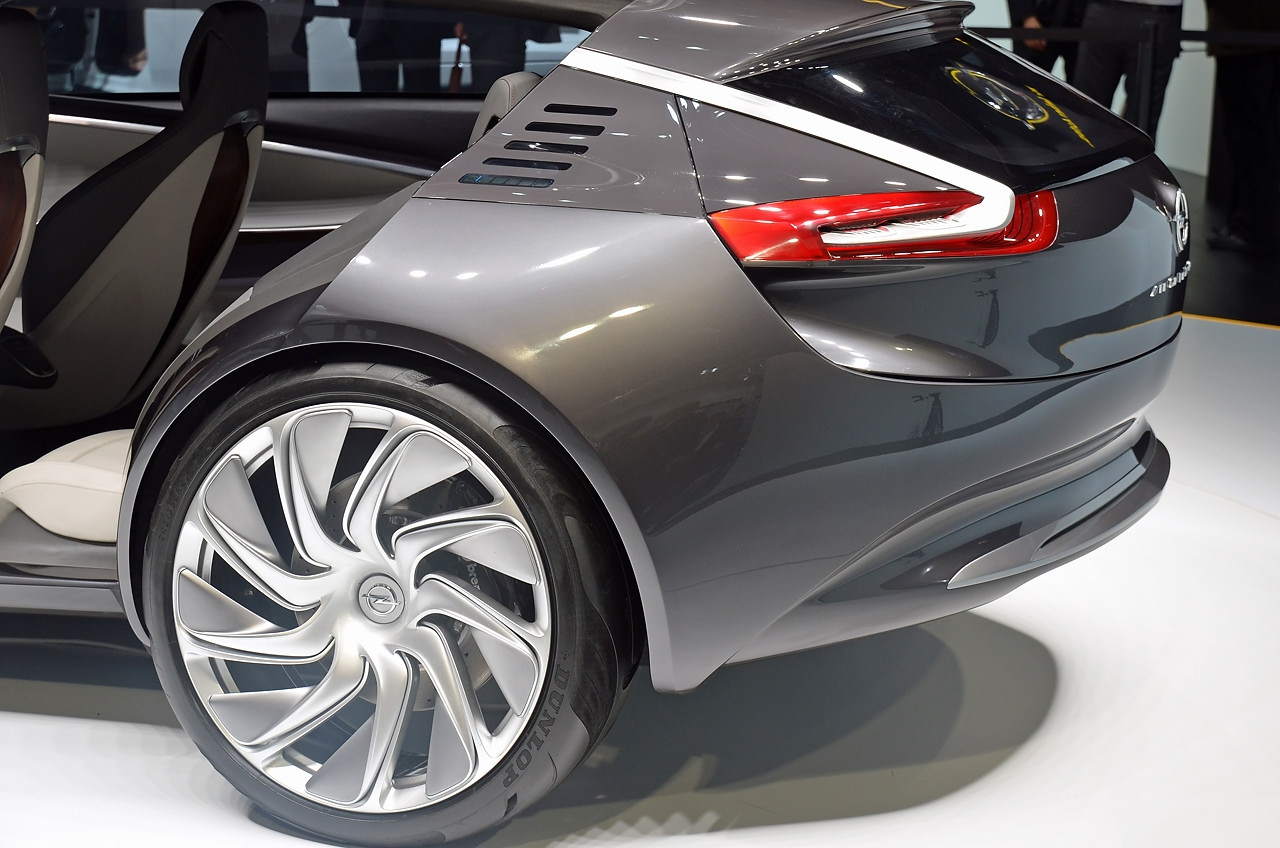
Tył Monza Concept

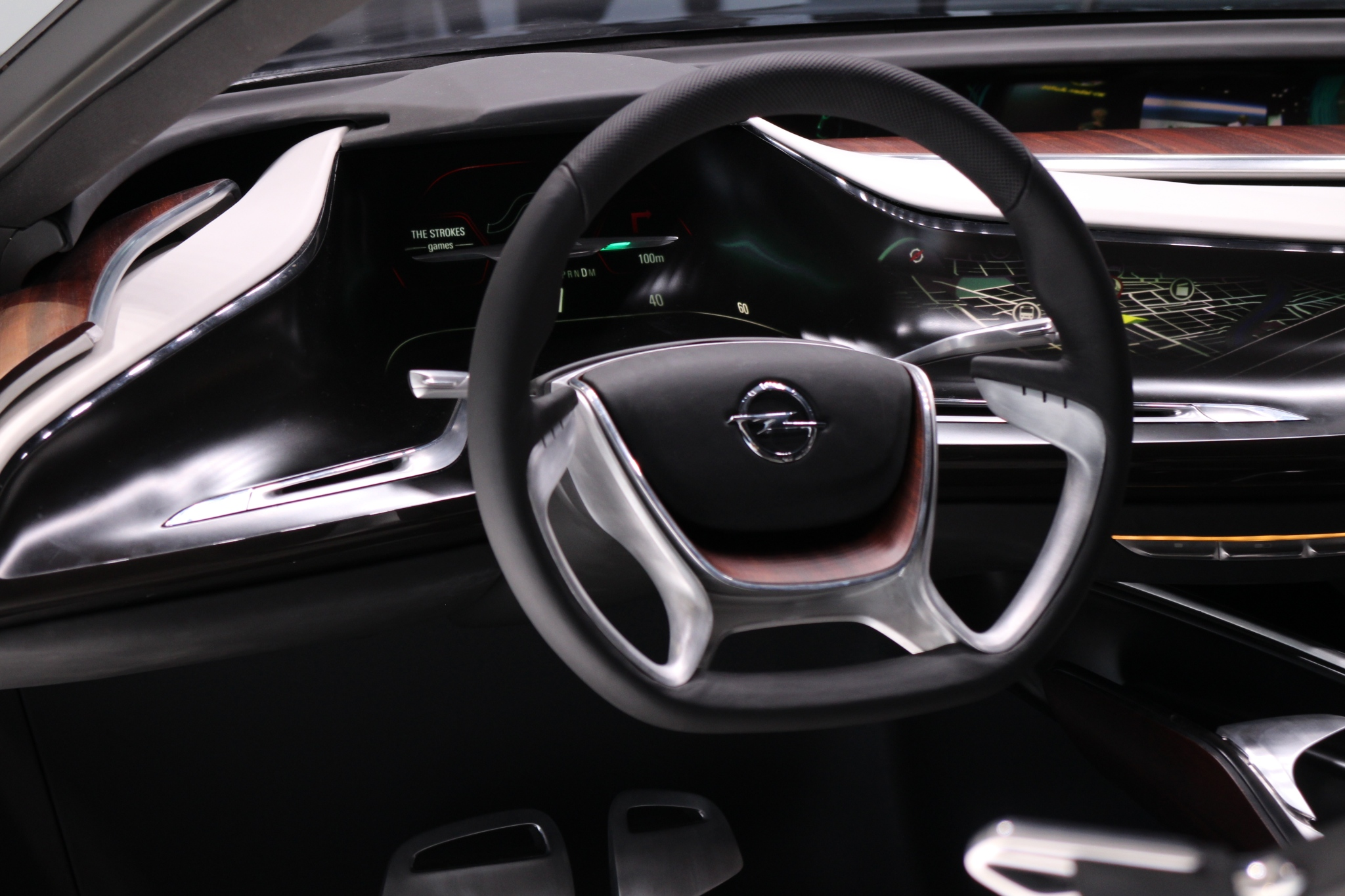
Wnętrze Monza Concept

Pojazd wyposażono w unoszone do góry, podobnie jak w Mercedesie SLS AMG drzwi, bez środkowego słupka. W pasie przednim auta umieszczono niewielkie reflektory i masywny zderzak. 
Koncept został wyposażony w napęd hybrydowy czyli połączenie silnika elektrycznego wspomaganego 1,0-litrowym, turbodoładowanym silnikiem SIDI na CNG.
Wnętrze konceptu wyposażono w najnowocześniejszy system multimedialny oparty na technologii LED rozciągający się od drzwi do drzwi. Wszelkie informacje i elementy dekoracyjne są wyświetlane na powierzchni, którą kierowca może dostosowywać do swoich potrzeb, gustu i nastroju.
Lista wyposażenia samochodu obejmuje m.in. system komunikacji między samochodami Car-to-X, nad którym pracują niemieccy producenci. W przyszłości umożliwi on wzajemne ostrzeganie się przez kierowców o korkach, robotach drogowych czy niesprzyjających warunkach pogodowych. Samochód będzie następcą modelu Monza
.